# Takuya Ito (fotbollsspelare född 1976)
Takuya Ito (伊藤 卓弥 Ito Takuya?), född 30 december 1976 i Kanagawa prefektur, är en japansk före detta fotbollsspelare.
Ito började sin karriär 1995 i Yokohama Marinos. Med Yokohama Marinos vann han japanska ligan 1995. 1998 flyttade han till Cerezo Osaka. Han avslutade karriären 1999.